# (674) Rachele
(674) Rachele es un asteroide perteneciente al cinturón de asteroides descubierto el 28 de octubre de 1908 por Karl Wilhelm Lorenz desde el observatorio de Heidelberg-Königstuhl, Alemania.
Está nombrado en honor de la esposa del astrónomo E. Bianchi.